# Xã Washington, Quận Wyoming, Pennsylvania
Xã Washington (tiếng Anh: Washington Township) là một xã thuộc quận Wyoming, tiểu bang Pennsylvania, Hoa Kỳ. Năm 2010, dân số của xã này là 1.412 người.